# Ismaël Touré
Ismaël Touré   (Faranah, 1925 - Kindia, 8 de juliol de 1985) va ser una figura política guineana i germà del president Ahmed Sékou Touré.

## Biografia
Ismaël Touré va assistir a l'escola a París juntament amb el seu compatriota Boubacar Telli Diallo. Es va formar com a meteoròleg. El 1956 va servir al consell local de la ciutat de Kankan, on també va ser cap de l'estació meteorològica i va ser escollit com a conseller territorial de la prefectura de Faranah. Va ser elegit ministre de Foment el 1957 i ministre de Desenvolupament Econòmic el gener de 1963 fins al maig de 1969.
Ismaël Touré va dirigir l'Organització de Solidaritat dels Pobles d'Àfrica i Àsia (OSPAA) quan es va reunir per primera vegada al Caire el 1957. Va ser president de la junta responsable dels fons de solidaritat, assistit per dos vicepresidents: Mehdi Ben Barka del Marroc i Chu Tzu-chi de la República Popular de la Xina.
El 22 de novembre de 1970, les tropes portugueses i els combatents guineans van llançar l'Operació Mar Verd a la zona de Conakry per a intentar enderrocar el govern, ocupant posicions clau i alliberant els presos polítics retinguts. Finalment, l'atac marítim va fracassar i els assaltants es van retirar. El president Sékou Touré va utilitzar l'atac com a excusa per a les detencions massives d'opositors al règim.
L'efecte de les detencions massives de 1970 va ser eliminar tota oposició al cercle íntim del poder, amb la vida política reduïda a una lluita entre diferents clans per la posició dins del sistema. El cercle interior es va dividir en tres faccions, cadascuna dirigida per un familiar del president. El mateix Sékou Touré era líder del partit centrista i Ismaël Touré era líder del partit prooccidental, anomenats «degenerats burgesos» pel líder d'esquerres Mamadi Keïta. Ismaël Touré i Mamady Keïta estaven tancats en una lluita per ser nomenats successors del president. El IX congrés del partit el 1972 va resoldre el concurs a favor del centredreta. Sékou Touré va romandre com a president i Louis Lansana Beavogui es va convertir en primer ministre. Ismaël Touré va rebre el Ministeri d'Economia i Finances, Moussa Diakité el d'Interior i Seguretat i Mamady Keïta el de Cultura i Educació.
L'abril de 1978, com a ministre d'Economia i Finances, Ismaël Touré va signar un protocol de no agressió entre membres de la Comunitat Econòmica dels Estats de l'Àfrica Occidental.
Després de la mort del seu germà, el president Sékou Touré, el 26 de març de 1984, Ismaël Touré va rivalitzar amb el primer ministre Louis Lansana Beavogui per a prendre el poder. No obstant això, el 3 d'abril de 1984 el general Lansana Conté va prendre el control en un cop d'estat. L'any 1985 Conté va aprofitar un suposat intent de cop d'estat per executar diversos col·laboradors propers de Sekou Touré com Ismael Touré, Seydou Keita, Siaka Touré i Moussa Diakité.